# Néa Ionía (ort)
Néa Ionía (Nea Ionia) är en ort i Grekland.   Den ligger i prefekturen Nomós Magnisías och regionen Thessalien, i den centrala delen av landet, 170 km norr om huvudstaden Aten. Néa Ionía ligger 17 meter över havet och antalet invånare är 32 661.
Terrängen runt Néa Ionía är varierad. Havet är nära Néa Ionía åt sydost.Runt Néa Ionía är det mycket tätbefolkat, med 2 431 invånare per kvadratkilometer. Närmaste större samhälle är Volos, 0,77 km öster om Néa Ionía. Runt Néa Ionía är det i huvudsak tätbebyggt.